# Manuel Pérez Álvarez
Manuel Pérez Álvarez (Sober, Terra de Lemos, 3 de desembre de 1946) és un polític gallec, alcalde de Vigo, senador i diputat al Parlament Europeu.

## Biografia
Es llicencià en dret a la Universitat de Santiago de Compostel·la i el 1974 ingressà al cos d'Inspectors de Treball i de la Seguretat Social, on s'ha especialitzat en organització i mètodes del treball. Ha estat Professor del Seminari d'Estudis Socials, president de la Comissió Territorial de Fons de Promoció d'Ocupació del Sector Naval i de les Comissions Negociadores de Convenis Col·lectius Sectorials i d'empreses.
Afiliat al Partit Popular, fou escollit regidor de l'ajuntament de Vigo el 1987 i diputat a les eleccions al Parlament de Galícia de 1989 i 1993. El 1990-1991 fou Conseller de Treball i Serveis Socials de la Xunta de Galícia. Fou escollit senador per la província de Pontevedra a les eleccions generals espanyoles de 1996, però renuncià el 13 de febrer de 1998. Durant el seu mandat legislatiu fou vocal de la Comissió de Treball i Seguretat Social i membre de la ponència per a informar de la proposició de Llei de Societats Anònimes Laborals
El 1995 fou escollit alcalde de Vigo per majoria absoluta, càrrec que ocupà fins a 1999. Alhora, fou president de la Fundació Provigo i membre del Comitè Executiu de la Federació Espanyola de Municipis i Províncies (FEMP).
No es presentà a la reelecció a les eleccions municipals per diferències amb la direcció del partit. Fou elegit diputat a les eleccions al Parlament Europeu de 1999. De 1999 a 2004 fou membre de la Delegació del Parlament Europeu per a les Relacions amb el Canadà.